# 琉球通運プレゼンツ ココロほっとドライブ
『琉球通運プレゼンツ ココロほっとドライブ』（りゅうきゅうつううんプレゼンツ ココロほっとドライブ）は、2020年3月30日から琉球放送運営のRBCiラジオで放送されているラジオ番組。琉球通運の一社提供。
くだかまりがパーソナリティを務めているミニ番組で、毎週月曜 - 金曜 13:55 - 14:00（日本標準時）に放送。他に琉球通運の社員たちがゲスト出演する。
番組はくだかによる司会進行のもと、出演社員たちが安全運転や道路交通法をテーマにしたクイズに答えたり、自らの所属する事業部をリスナーに紹介したりする模様を放送。番組の収録は基本的にスタジオ内で行われるが、何らかの理由により社員たちが電話出演する回もある。